# 朱鸿 (1961年)
朱鸿（1961年2月—），江苏苏州人，教授，主要研究领域为软件方法学和软件工程。中华人民共和国教育部第三批“长江学者”特聘教授（国防科技大学）。获得霍英东基金研究二等奖等多项奖项。

## 生平
1987年获南京大学计算机科学系计算机软件博士学位；
1987年至1998年在南京大学任教，后升任教授。1990年9月至1994年12月在布魯內爾大學、开放大学任研究员；
1998年11月起在英国牛津布魯克斯大學任教,现任计算机科学教授，博士生导师。